# Фінк Володимир Олександрович
Фі́нк Володи́мир Олекса́ндрович (нар. 28 березня 1958, Славгород, СРСР — пом. 13 січня 2005, поблизу Білої Церкви, Україна) — радянський та український футболіст, що виступав на позиції нападника. Відомий перш за все завдяки виступам у складі одеського «Чорноморця». Після завершення ігрової кар'єри працював адміністратором у головній та резервній командах одеського клубу. Майстер спорту СРСР (1982). Трагічно загинув у автокатастрофі.

## Життєпис
Існують різні відомості щодо народження Володимира Фінка: одні джерела стверджують, що народився він у Славгороді, інші — що малою Батьківщиною футболіста є село Вилково Алтайського краю, однак у Славгороді пройшли його молоді роки. Футболом Фінк почав займатися випадково і доволі пізно. Вступаючи до Барнаульського сільгоспінституту у 1978 році, він з прикрістю виявив, що там немає хокейної секції, тож довелося записатися до футбольної. Два роки Фінк виступав за інститутську футбольну команду, допоки його не запримітили тренери місцевого «Динамо», де молодого гравця почали награвати на позицію оборонця. Лише через деякий час тренери розгледіли бомбардирський хист Фінка і перевели його на вістря атаки. У 1981 році в Кубковому матчі проти «Чорноморця» Володимир забив м'яч, що визначив його подальшу долю — незважаючи на серйозну зацікавленість багатьох клубів вищої та першої ліг, з подачі Матвія Черкаського Фінк опинився саме у складі «моряків».
Перші півтора сезони у новому клубі пішли на адаптацію до футболу серйознішого рівня та знайомство з командою, однак вже у 1983 році Володимир Фінк викликав своє грою справжній фурор, забивши 15 м'ячів у чемпіонаті СРСР, чим перевершив своїх більш іменитих одноклубників — Ігора Бєланова та Івана Шарія. Не залишив клуб Фінк і після вильоту «Чорноморця» до нижчого дивізіону, приклавши усі зусилля для повернення клубу на колишній рівень. У 1987 році разом з командою він став переможцем першої ліги чемпіонату СРСР.
Протягом 1988–1989 років Володимир Фінк захищав кольори кишинівського «Ністру», якому не без допомоги досвідченого футболіста вдалося здобути перемогу в змаганнях другої ліги та підвищитися у класі. Наприкінці 1989 року нападник вирішив завершити професійну кар'єру.
З 1992 року Фінк розпочав роботу на посаді начальника команди «Чорноморець-2», одночасно виступаючи у змаганнях аматорських клубів. У складі команди «Благо» брав участь у матчі 1/64 фіналу розіграшу Кубка України 1992/93. У 1995 році перейшов на посаду адміністратора головної команди «Чорноморця», яку обіймав аж до самої смерті. Для футболістів «Чорноморця» Володимир Фінк був чимось на зразок талісману — під час календарних матчів одеситів у другому таймі він неодмінно займав місце за воротами суперників. За власним зізнанням Володимира Олександровича — на фарт!
13 січня 2005 року Володимир Фінк на службовій машині загинув у ДТП поблизу Білої Церкви разом з водієм клубу Дмитром Лук'яненком. Похований в Одесі на Таїровському кладовищі. З того ж року за ініціативою футбольного клубу «Чорноморець» найкращому бомбардиру чемпіонату Одеси вручається Кубок пам'яті Володимира Фінка. Йому ж було присвячено і приз, який здобув Олександр Косирін у суперечці за звання найкращого бомбардира сезону 2004/05.

## Досягнення
- Чемпіон першої ліги чемпіонату СРСР (1): 1987
- Чемпіон другої ліги чемпіонату СРСР (1): 1988